# Ялпай
Ялпа́й (рос. Ялпай, марій. Ялпай) — присілок у складі Звениговського району Марій Ел, Росія. Входить до складу Кокшайського сільського поселення.

## Населення
Населення — 144 особи (2010; 163 у 2002).
Національний склад (станом на 2002 рік):
- марі — 85 %